# .450/400 Black Powder Express

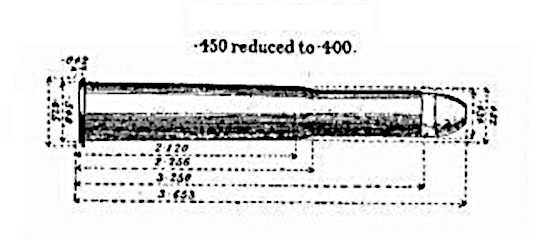
O cartucho .450/400 Nitro Express.

O .450/400 Black Powder Express (abreviado para .450/400 BPE) é um cartucho de fogo central metálico do tipo "Express" de pólvora negra de médio calibre em formato de "garrafa" projetado na década de 1880 e produzido em dois comprimentos de estojo, 2⅜ e 3¼ polegadas,.

## Projeto
Ambos os .450/400 BPE, o de 2⅜ polegadas (60,3 mm) e o de 3¼ polegadas (83 mm) foram criados utilizando pólvora negra; e foram carregados posteriormente como cartuchos "Nitro for Black"; eram os mesmos cartuchos carregados com cargas leves de cordite cuidadosamente balanceadas por meio de tentativas para replicar a balística das versões de pólvora negra.

### .450/400 2⅜ inch Black Powder Express
O .450/400 2⅜ inch Black Powder Express era carregado com balas de 210 a 270 grãos (14 a 17 g) impulsionadas por 79 a 84 grãos (5,1 a 5,4 g) de pólvora. O .450/400 2⅜ inch Nitro for Black era carregado com uma bala RN ("round nose") de 270 grãos encamisada impulsionada por 38 grãos (2,5 g) de cordite.

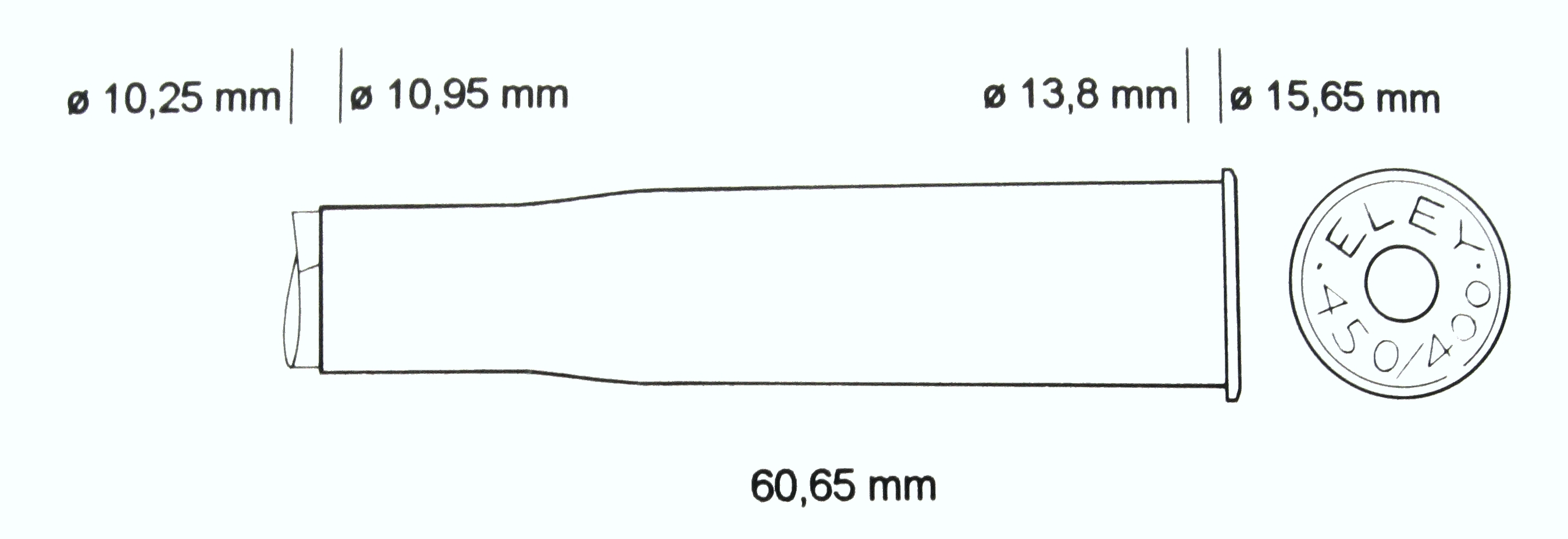

### .450/400 3¼ inch Black Powder Express
O .450/400 3¼ inch Black Powder Express era carregado com balas de 230 a 300 grãos (15 a 19 g) impulsionadas por 110 grãos (7,1 g) de pólvora. O .450/400 3¼ inch Nitro for Black era carregado com balas de 270 a 316 grãos (17,5 a 20,5 g) impulsionadas por 45 a 48 grãos (2,9 a 3,1 g) de cordite.

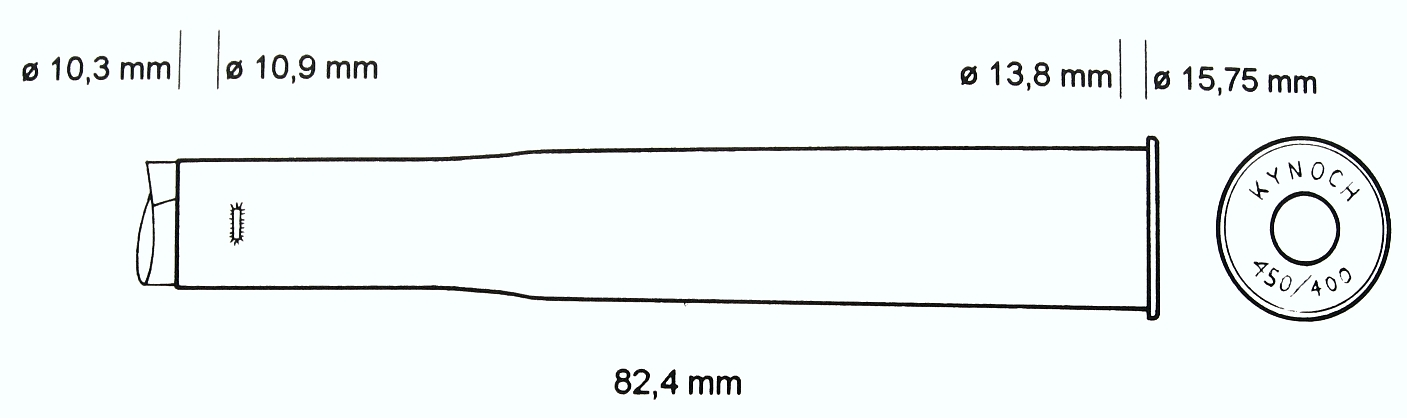

### CargasNitro Express
Os cartuchos .450/400 Black Powder Express serviram como "estojos pais" para os cartuchos .450/400 Nitro Express, os mesmos cartuchos carregados com cargas maiores de cordite e balas mais pesadas para produzir cartuchos muito mais poderosos.

## Histórico
O .450/400 Black Powder Express em ambos os comprimentos de cartucho foram desenvolvidos na década de 1880, estreitando o .450 Black Powder Express, o .450/400 2⅜ inch Black Powder Express de 2⅜ polegadas é simplesmente uma versão encurtada. O .450/400 2⅜ inch Black Powder Express de 3¼ polegadas foi listado no catálogo Kynoch de 1884 como .450 reduced to . 400.
Embora obsoleta, a munição .450/400 3¼ inch Black Powder Express ainda pode ser comprada de fabricantes de munições como a Kynoch.

## Utilização
O .450/400 Black Powder Express em ambos os comprimentos de estojo eram considerados bons cartuchos para caça de cervos e geralmente eram compartimentados em rifles para caça de pequeno ou médio porte.